# Pilote-cosmonaute de la fédération de Russie
Le titre honorifique de Pilote-cosmonaute de la fédération de Russie (en russe : Лётчик-космонавт Российской Федерации, Liottchik-kosmonavt Rossiskoï Federatsi) est une distinction officielle établie par la loi no 2555-1, promulguée le 20 mars 1992. Selon le règlement sur les titres honorifiques, la distinction est attribuée par le président de la fédération de Russie à tous les cosmonautes qui ont effectué un vol exceptionnel dans le cadre du programme spatial russe. Les récipiendaires se voient ainsi remettre le certificat d'attribution du titre, ainsi qu'un insigne à porter sur le côté droit de la poitrine.